# Millî İstihbarat Teşkilatı
Il Millî İstihbarat Teşkilâtı (MİT, Organizzazione di Informazione Nazionale) è l'organizzazione nazionale turca d'intelligence.
Fu costituita nel 1965 per rimpiazzare l'organismo precedente, il Millî Emniyet Hizmeti (MAH, Servizio di Sicurezza Nazionale).
Il suo primo Direttore è stato Avni Kantan, che restò in carica tra il 14 luglio 1965 e il 2 marzo 1966. L'attuale Direttore è il sottosegretario Hakan Fidan dal 26 maggio 2010.